# Gałuszki w Chocianowie
Gałuszki w Chocianowie este o arie protejată (sit de importanță comunitară — SCI) din Polonia întinsă pe o suprafață de 29,54 ha, integral pe uscat.

## Localizare
Centrul sitului Gałuszki w Chocianowie este situat la coordonatele 51°20′51″N 15°42′36″E / 51.3474°N 15.7101°E.

## Înființare
Situl Gałuszki w Chocianowie a fost declarat sit de importanță comunitară în octombrie 2009 pentru a proteja 1 specie de animale.

## Biodiversitate
Situată în ecoregiunea continentală, aria protejată conține 1 habitat natural: Ape stătătoare oligotrofe până la mezotrofe, cu vegetație de Littorelletea uniflorae și/sau de Isoëto-Nanojuncetea.
La baza desemnării sitului se află o specie protejată de  mamifere: vidră de râu (Lutra lutra).